# Leche de bruja
En pediatría, el término leche de bruja es utilizado para describir una secreción temporal de los pezones de un recién nacido, tanto en varones como en mujeres, como respuesta a la elevación de estrógenos maternos y tiende a desaparecer dentro de las dos primeras semanas de vida tan pronto como los niveles de hormonas provenientes de la madre comienzan a descender. El nombre proviene de la idea en el pasado de que esta secreción mamaria del neonato era un intento por los poderes de espíritus familiares de robar las fuentes de nutrición materna a los niños desatendidos. La leche de bruja, también llamada galactorrea del recién nacido, sólo aparece en bebés a término y no en bebés prematuros. No se recomienda el apretar, masajear o intentar extraer estas secreciones de los recién nacidos por la alta incidencia de infecciones como resultado de tales maniobras.